# Benton County, Tennessee
Benton County är ett administrativt område i delstaten Tennessee, USA, med 16 489 invånare. Den administrativa huvudorten (county seat) är Camden.

## Geografi
Enligt United States Census Bureau har countyt en total area på 1 130 km². 1 023 km² av den arean är land och 107 km² är vatten.

### Angränsande countyn
- Stewart County - nordost
- Houston County - nordost
- Humphreys County - öst
- Perry County - sydost
- Decatur County - syd
- Carroll County - väst
- Henry County - nordväst

### Orter
- Big Sandy
- Camden (huvudort)
- Eva